# Транспортно-встановлювальний агрегат

Зеніт-2SLБ на стартовому майданчику Транспортно-встановлювальним агрегатом

Транспортно-встановлювальний агрегат — частина стартового комплексу, що призначена для транспортування РКП на стартовий майданчик.
Транспортно-встановлювальний агрегат включає стартову споруду з пусковим столом, залізничні візки з мікроприводом і виконану у вигляді Y-подібної рами-стрілу. Верхні частини телескопічних гідроциліндрів гідродомкрата підйому рами-стріли шарнірно підвішені між балок роздвоєною хвостової частини рами-стріли, а вушка їх нижніх частин взаємодіють з вушками, якими оснащено стартову споруду.
Задня опора для укладання виробу виконана у вигляді двох паралельних балок з направляючими, симетрично встановлених щодо поздовжньої осі рами-стріли поперек балок роздвоєної хвостової частини рами-стріли, на напрямних яких змонтовані гідроманіпулятори. Вони складаються з візків із встановленими на них тягами-гідроциліндрами, стрілами і руків'ями з траверсами і захопленнями транспортувальних цапф виробу. Гідросистеми обох маніпуляторів виконуються з можливістю утворення гідравлічного шарніра.
Використовуються для транспортування ракет-носіїв легкого, середнього і важкого класу по залізничних коліях загального призначення, спеціальним автотранспорним магістралям.

## Види
Відомий ряд транспортно-встановлювальних агрегатів (ТВА) лафетного типу на залізничному ходу, призначених для транспортування повністю зібраної ракетно-космічної системи на стартову позицію, установки її в вертикальне положення і центрування щодо пускового пристрою.
Наприклад, ТВА 11У219 для РКП Р-7, ТВА для РКП «Зеніт», для РКП Н-1 і для ракетно-космічної системи «Енергія-Буран».
До недоліків такої схеми відносять наявність двох рам, внаслідок чого навантаження на вісь навіть встановлювача ракети середнього класу «Зеніт» більш ніж на 30% перевищує допустиму величину для залізничної колії загального призначення, а виконані за цією ж схемою встановлювачі ракет важкого класу Н-1 і «Енергія-Буран» внаслідок великої маси самих ракетно-космічних систем і встановлювачів спираються на два паралельних шляхи нормальної залізничної колії.
Крім того, конструкції всіх встановлювачів спеціалізовані і не передбачають їх використання у складі УСК, тому жодна з них не придатна для розміщення на них РКН різних компоновок.